# دختری با گیتار
دختری با گیتار (روسی: Девушка с гитарой) یک فیلم کمدی موزیکال محصول کشور اتحاد جماهیر شوروی به کارگردانی الکساندر فینزیمر است که در سال ۱۹۵۸ منتشر شد.